# Zyklon Winston
Zyklon Winston, nach der WMO-Klassifikation Severe Tropical Cyclone Winston (lokal auch als Hurricane Winston) war ein seit dem 7. Februar 2016 aktiver tropischer Wirbelsturm im südlichen Pazifischen Ozean und der erste aufgezeichnete Wirbelsturm, der in der Kategorie 5 der australischen Intensitätsskala einen Landfall in Fidschi hatte. Das Sturmsystem wurde am 7. Februar nordwestlich von Port Vila auf Vanuatu als tropische Störung klassifiziert. Während der folgenden Tage entwickelte sich das System stetig und zog nach Südosten. Es erreichte am 11. Februar Sturmstärke. Nach einer rapiden Intensivierung erreichte Winston zehnminütige Windgeschwindigkeiten um 175 km/h. Weniger günstige Bedingungen führten hiernach zu einer Abschwächung, bevor der Sturm am 14. Februar abrupt in eine nordwestliche Richtung einschwenkte. Winston verharrte am 17. Februar nördlich von Tonga. Der Sturm verstärkte sich wieder und verdoppelte auf seinem Weg nach Westen seine Intensität und erreichte am 19. Februar die Kategorie 5 sowohl auf der australischen Zyklonintensitätsskala als auch auf der Saffir-Simpson-Hurrikan-Windskala. Mit zehnminütigen Windgeschwindigkeiten von 230 km/h und einem zentralen Luftdruck von 915 hPa erreichte Zyklon Winston am darauffolgenden Tag kurz vor dem Landfall auf Viti Levu, Fidschi, seine größte Intensität.
Auf Fidschi kamen durch die Auswirkungen des Zyklons mindestens 42 Personen um, auf Vanuatu wurde eine Person getötet. Zu mindestens sechs Inseln wurden vorübergehend die Kommunikationsverbindungen verloren.

## Geschichte tropischer Wirbelstürme auf Fidschi
Obwohl häufig von tropischen Wirbelstürmen tangiert, sind die Hauptinseln Fidschis – Viti Levu und Vanua Levu – nicht regelmäßig von starken Zyklonen betroffen. Der zuvor stärkste Sturm auf den Inseln Fidschis seit Beginn der systematischen Wetteraufzeichnungen war im Dezember 2012 Zyklon Evan, der die Westküste von Viti Levu als Sturm der Kategorie 4 sowohl der australischen Skala als auch der SSHS streifte. Der stärkste Sturm mit Landfall auf Viti Levu oder Vanua Levu war 1985 Zyklon Nigel mit zehnminütigen Windgeschwindigkeiten von 150 km/h und einminütigen Windgeschwindigkeiten von 195 km/h. Das relative Ausbleiben schwerer Zyklone im Bereich der Hauptstadt Suva, an der südöstlichen Küste von Levu gelegen, hat bei der Bevölkerung zu Sorglosigkeit geführt. Viele nahmen an, dass starke Stürme auf den Norden und Westen beschränkt bleiben. Weil Zyklon Winston sich von Osten her Suva direkt näherte, nannte Angela Fritz von der Washington Post den Sturm den „größten anzunehmenden Unfall“.

## Sturmverlauf

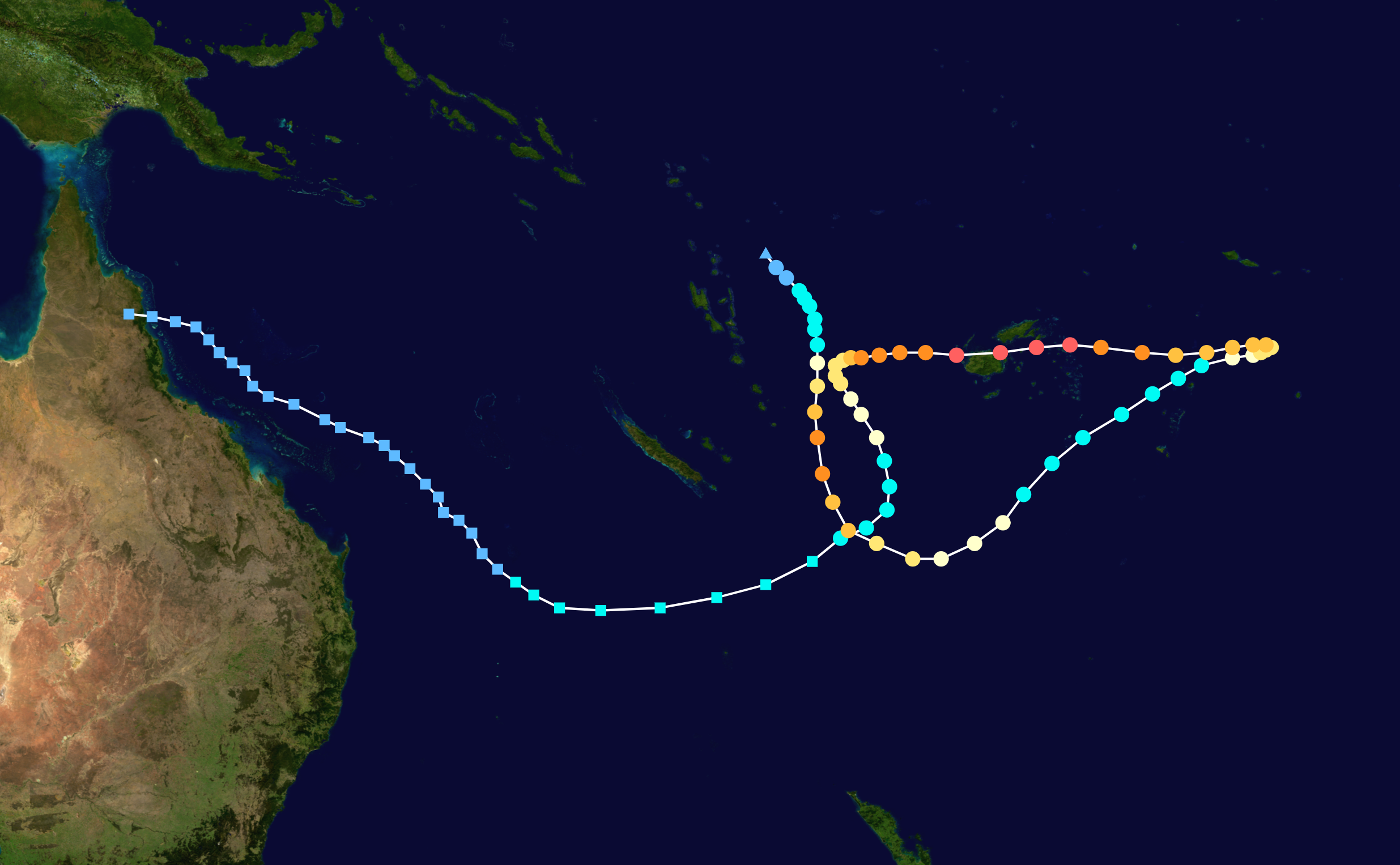
Zugbahn des Zyklons

Am 7. Februar begann der Fiji Meteorological Service (FMS) als zuständiges Regional Specialized Meteorological Centre
mit der Beobachtung der Tropischen Störung 09F, die sich etwa 1000 km nordwestlich von Port Vila, Vanuatu, gebildet hatte. Während der folgenden Tage bewegte sich das System nach Südosten und entwickelte sich in einer günstigen Umgebung stetig. Am 10. Februar begann das Joint Typhoon Warning Center (JTWC) der Vereinigten Staaten mit der Ausgabe von Sturmwarnungen und klassifizierte es als Tropischen Zyklon 11P, zu dem Zeitpunkt 860 km westnordwestlich von Suva, Fidschi. Der FMS stufte das System früh am 11. Februar in die Kategorie 1 der australischen Zyklonskala ein und vergab den Namen Winston, als der Sturm sich etwa 820 km westnordwestlich von Suva befand. Eingebettet in einen nordwestlichen mittleren Höhenwind zog das System langsam nach Südosten. Gegen 12:00 Uhr UTC an diesem Tag intensivierte sich Winston in einen Kategorie-2-Zyklon mit einem kleinen gut definierten Auge mit sich vertiefender Konvektion.
Durch die Lage in einer für die weitere Entwicklung günstige Umgebung mit Wasseroberflächentemperaturen von 30 bis 31 °C, eine robuste Ausströmung in der Höhe sowie leichte bis mäßige Windscherung intensivierte sich Winston am 12. Februar gegen 06:00 Uhr UTC rapide in einer schweren tropischen Zyklon der Kategorie 3 und nur sechs Stunden später in die Kategorie 4. Das System zeigte ein gut ausgebildetes Auge, eingebettet in tiefe Konvektion, und erreichte zum ersten Mal die stärkste Intensität um 18:00 Uhr UTC mit zehnminütigen Windgeschwindigkeiten von 175 km/h (das JTWC schätzte die einminütigen Windgeschwindigkeiten auf 205 km/h). Schon kurz darauf sorgte zunehmende Windscherung für eine Abschwächung des Zyklons; die Konvektion erwärmte sich und erschien in Satellitenbildern zunehmend zerrupft. Am 14. Februar drehte Winston nach Nordosten, da sich eine subtropische Front nördlich des Zyklons positionierte.

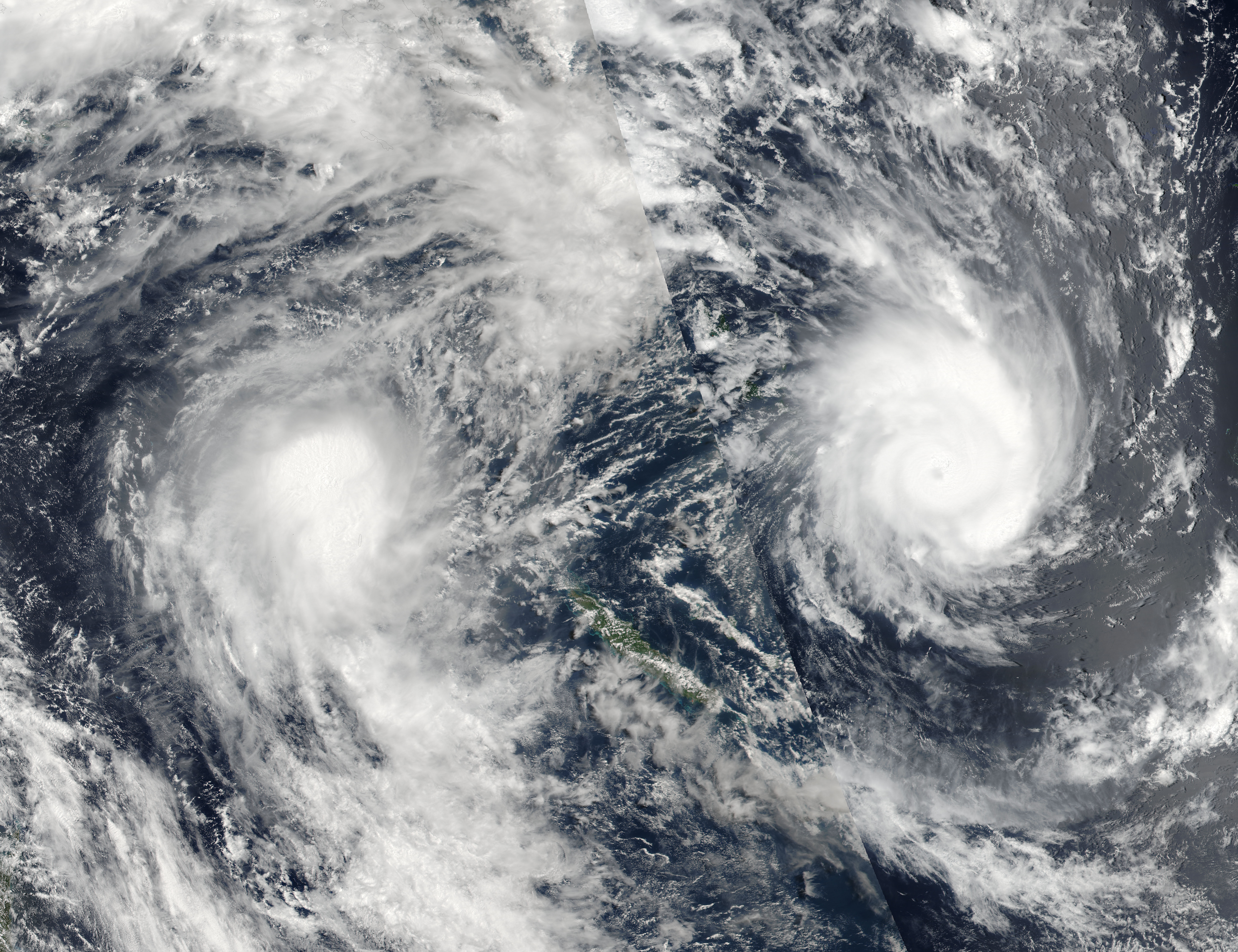
Die Zyklone Tatiana (links) und Winston (rechts) am 12. Februar.

Anhaltende Windscherung sorgte für eine Verlagerung des Zentrums des Zyklons, sodass die Zirkulation teilweise freigestellt wurde. Das System verlor deswegen am 15. Februar um 00:00 Uhr UTC den Status als schwerer tropischer Zyklon. Am 16. Februar wurden die Bedingungen für die Entwicklung des Zyklons günstiger und die Windscherung ging zurück. An diesem Tag wickelte sich ein deutlich erkennbares Regenband in die Zirkulation und markierte so den Beginn der erneuten Intensivierung. Innerhalb zunehmender Konvektion bildete sich erneut ein Auge, und Winston wurde um 18:00 UTC erneut zu einem schweren tropischen Zyklon hochgestuft. Der Kern des Sturmes wurde bei der Verstärkung zunehmend kompakter und besser definiert, und am 17. Februar bildete sich ein Central Dense Overcast. Im Tagesverlauf erreichte Zyklon Winston eine Region mit nur schwachen Steuerungsströmungen und wurde fast stationär. Das Auge des Sturmes wurde besser erkennbar, als das System spät am 17. Februar zurück nach Westen zog.
Ein sich verstärkender Hochdruckrücken im Süden trieb Winston am 18. Februar nach Westen und steuerte ihn in Richtung Fidschi. Das Auge vergrößerte sich an diesem Tag, und die Höhenausströmung wurde besser definiert. Winstons allgemeine Struktur wurde zunehmend symmetrisch, und das System nahm Anzeichen eines annularen tropischen Zyklons an. Am 19. Februar intensivierte sich der Zyklon weiter, und das Auge mit dem Durchmesser von 27 km war von intensiver Konvektion umgeben. Winston erreichte die Kategorie 5, die höchste Stufe der australischen Intensitätsskala, um 06:00 Uhr UTC; die zehnminütigen Windgeschwindigkeiten erreichten 205 km/h. Die nahezu perfekten Bedingungen befeuerten die Intensivierung und Winston vertiefte sich weiter. Das JTWC schätzte um 18:00 Uhr UTC die einminütigen andauernden Windgeschwindigkeiten auf 265 km/h und klassifizierte den Zyklon äquivalent zur Kategorie 5 der Saffir-Simpson-Hurrikan-Windskala ein. Etwa zu dieser Zeit zog der Zyklon direkt über die Insel Vanua Balavu hinweg. Dort wurden Windböen von 325 km/h gemessen.
Als der Zyklon früh am 20. Februar direkt südlich an Vanua Levu vorbeizog, erreichte Winston zehnminütige Windgeschwindigkeiten von 230 km/h und einen Luftdruck von 915 hPa. Das JTWC schätzte Winston geringfügig stärker ein, mit einminütigen Windgeschwindigkeiten von 285 km/h, kurz bevor dem Landfall im Bezirk Rakiraki auf Viti Levu. Winston ist der einzige Kategorie-5-Zyklon, egal nach welcher der beiden Skalen, der sich direkt auf Fidschi auswirkte und ist deswegen der stärkste aufgezeichnete Zyklon in dem Inselstaat.

## Auswirkungen

### Fidschi

Winston zum Zeitpunkt des Landfalls auf Viti Levu am 20. Februar

Am 14. Februar begann der FMS mit der Ausgabe von Sturmwarnungen für die südlichen Lau-Inseln Fidschis. Diese Warnungen wurden bis zum 15. Februar ausgeweitet, jedoch am 16. Februar ausgesetzt, weil sich Winston vom Staatsgebiet entfernte. Am 18. Februar wurden die Warnungen für die nördlichen und östlichen Inseln wieder aufgenommen, nachdem der Zyklon seine Richtung änderte und wieder auf Fidschi zu wanderte. Für die meisten der nördlichen Inseln im unmittelbaren Zugpfad wurden am 19. Februar Warnungen vor einem Sturm in Orkanstärke bekanntgegeben. Die Notunterkünfte der südlichen Lau-Inseln sowie auf Koro und Taveuni wurden am 19. Februar geöffnet; insgesamt an 700 Stellen im gesamten Staatsgebiet. Die Streitkräfte Fidschis wurden für Hilfsmaßnahmen in Bereitschaft versetzt. Am Nachmittag des 20. Februar wurde der Notstand ausgerufen. Eine landesweite Ausgangssperre wurde um 18:00 Uhr Ortszeit verhängt. Der öffentliche Verkehr auf Viti Levu wurde eingestellt und die Straßenverwaltung des Staates empfahl den Bewohnern Fahrten auf dringende Notfälle zu beschränken. Premierminister Frank Bainimarama bezeichnete den Sturm als „eine Prüfung der schwersten Sorte“.
Am 20. Februar verursachte Zyklon Winston verbreitet Schäden auf mehreren Inseln Fidschis. Etwa 900.000 Einwohner des Landes wurden von der Stromversorgung abgeschnitten, davon die Einwohner von Vanua Levu vollständig, da der Sturm Bäume entwurzelte und Versorgungsleitungen zerstörte. Die Kommunikationsverbindungen zu Vanua Balavu, Lakeba, Cicia, Nayau, Taveuni und Qamea gingen verloren. Auf Matuku wurde das öffentliche Telefonfestnetz vollständig unterbrochen.
Landesweit wurden mindestens 43 Personen getötet: 21 in der Eastern Division, 13 in der Western Division, sechs in der Central Division und drei in der Northern Division. Sieben Personen wurden außerdem in der Nähe der Yasawa-Inseln auf See vermisst.
In Fidschis Eastern Division wurden 150 Häuser zerstört und 60 weitere beschädigt. Auch Koro wurde stark getroffen, Schulen zerstört und die Dächer zahlreicher Häuser abgedeckt. Das Dorf Kade wurde vollständig verwüstet. Ein Bewohner starb beim Einsturz seines Wohnhauses in Nabasovi und weitere zwölf Menschen in Nabuna. Signifikanter Schaden wurde auch auf Ovalau gemeldet.
Auf Viti Levu zerstörten starke Winde mindestens zwei Häuser in Waidamu; ein Fluss trat über die Ufer und überflutete mehrere Ortschaften.
Der Gesamtschaden wurde zum 28. Februar 2016 auf eine halbe Milliarde US-Dollar geschätzt.

### Andere Südpazifiknationen
Winston wirkte sich innerhalb weniger Tage zweimal auf Tonga aus. Im Norden Tongas verursachte der Wirbelsturm signifikante Schäden. Etwa 2500 Bewohner suchten Schutz in Notunterkünften. Bei der ersten Passage des Sturms wurde weitgehend nur die Landwirtschaft geschädigt, während bei der zweiten Passage stärkere Bauwerkschäden auftraten. Mindestens 10 Häuser wurden zerstört und weitere 200 beschädigt.
Winston hatte am 16. Februar auch Auswirkungen auf Niue; der FMS warnte hier vor Starkwind und starken Wellengang.

## Folgen

### Fidschi
Die Schulen des Landes Fidschi wurden wegen schwerer Schäden an den Schulgebäuden für eine Woche geschlossen. In Labasa wurden zwei Personen wegen Verstoßes gegen die Ausgangssperre verhaftet und mehrere andere wurden verwarnt. Die neuseeländische Regierung setzte zunächst 50.000 NZD für die Vorbereitung von Hilfsmaßnahmen sowie Hilfsgüter im Wert von 170.000 NZD zur Verfügung. Außerdem entsandte das Land eine Lockheed P-3 Orion, um in Fidschi bei der Suche nach Opfern und der Bewertung der Schäden aus der Luft zu helfen.

### Tonga
Auch Tonga erhielt von Neuseeland Geld und Hilfsgüter, und Neuseeland versorgte 8000 Personen mit sauberem Trinkwasser. Auch Australien stellte Tonga Hilfe zur Verfügung, einschließlich der Verteilung von Lebensmitteln im Wert von 300.000 AUD durch die Tonga Red Cross Society, der Entsendung von zwei Flugzeugen und von zwei Zivilschutzexperten des Australian Civilian Corps, um bei den Hilfsmaßnahmen mitzuwirken.

## Belege
1. 1 2  Losalini Bolatagici:  TC Winston death toll rises to 43 (Memento des Originals vom 7. März 2016 im Internet Archive) In: Fiji Times, 29. Februar 2016. Abgerufen am 8. März 2016 (englisch).  Info: Der Archivlink wurde automatisch eingesetzt und noch nicht geprüft. Bitte prüfe Original- und Archivlink gemäß Anleitung und entferne dann diesen Hinweis.
2. ↑  Nasik Swami:  Hurricane Winston makes landfall in Viti Levu (Memento des Originals vom 21. Februar 2016 im Internet Archive) In: Fiji Times, 20. Februar 2016  Info: Der Archivlink wurde automatisch eingesetzt und noch nicht geprüft. Bitte prüfe Original- und Archivlink gemäß Anleitung und entferne dann diesen Hinweis.
3. 1 2  Angela Fritz:  Catastrophic Cyclone Winston bears down on Fiji’s main island in worst case scenario In: The Washington Post, 19. Februar 2016. Abgerufen am 22. Februar 2016 (englisch).
4. ↑  Jeff Masters: A grinch in paradise: Category 4 Tropical Cyclone Evan slams Fiji. Weather Underground, 17. Dezember 2012, abgerufen am 22. Februar 2016 (englisch).
5. ↑  Tropical Disturbance Summary for Area Equator to 25S, 160E to 120W. Fiji Meteorological Service, 7. Februar 2016, abgerufen am 22. Februar 2016 (englisch).
6. ↑  Significant Tropical Weather Advisory for the Western and South Pacific Oceans. Joint Typhoon Warning Center, 10. Februar 2016, archiviert vom Original am 5. Oktober 2008; abgerufen am 22. Februar 2016 (englisch).  Info: Der Archivlink wurde automatisch eingesetzt und noch nicht geprüft. Bitte prüfe Original- und Archivlink gemäß Anleitung und entferne dann diesen Hinweis.
7. ↑  Tropical Cyclone 11P (Eleven) Warning Nr 001. Joint Typhoon Warning Center, 10. Februar 2016, ehemals im Original (nicht mehr online verfügbar); abgerufen am 22. Februar 2016 (englisch). (Seite nicht mehr abrufbar. Suche in Webarchiven)  Info: Der Link wurde automatisch als defekt markiert. Bitte prüfe den Link gemäß Anleitung und entferne dann diesen Hinweis.
8. ↑  Tropical Disturbance Advisory Number A4. Fiji Meteorological Service, 11. Februar 2016, ehemals im Original (nicht mehr online verfügbar); abgerufen am 22. Februar 2016 (englisch). (Seite nicht mehr abrufbar. Suche in Webarchiven)  Info: Der Link wurde automatisch als defekt markiert. Bitte prüfe den Link gemäß Anleitung und entferne dann diesen Hinweis.
9. ↑  Tropical Disturbance Advisory Number A6. Fiji Meteorological Service, 11. Februar 2016, ehemals im Original (nicht mehr online verfügbar); abgerufen am 22. Februar 2016 (englisch). (Seite nicht mehr abrufbar. Suche in Webarchiven)  Info: Der Link wurde automatisch als defekt markiert. Bitte prüfe den Link gemäß Anleitung und entferne dann diesen Hinweis.
10. ↑  Tropical Cyclone 11P (Winston) Warning Nr 003. Joint Typhoon Warning Center, 11. Februar 2016, ehemals im Original (nicht mehr online verfügbar); abgerufen am 22. Februar 2016 (englisch). (Seite nicht mehr abrufbar. Suche in Webarchiven)  Info: Der Link wurde automatisch als defekt markiert. Bitte prüfe den Link gemäß Anleitung und entferne dann diesen Hinweis.
11. ↑  Tropical Cyclone 11P (Winston) Warning Nr 005. Joint Typhoon Warning Center, ehemals im Original (nicht mehr online verfügbar); abgerufen am 22. Februar 2016 (englisch). (Seite nicht mehr abrufbar. Suche in Webarchiven)  Info: Der Link wurde automatisch als defekt markiert. Bitte prüfe den Link gemäß Anleitung und entferne dann diesen Hinweis.
12. ↑  Tropical Disturbance Advisory Number A9. Fiji Meteorological Service, 12. Februar 2016, ehemals im Original (nicht mehr online verfügbar); abgerufen am 22. Februar 2016 (englisch). (Seite nicht mehr abrufbar. Suche in Webarchiven)  Info: Der Link wurde automatisch als defekt markiert. Bitte prüfe den Link gemäß Anleitung und entferne dann diesen Hinweis.
13. ↑  Tropical Disturbance Advisory Number A10. Fiji Meteorological Service, 12. Februar 2016, ehemals im Original (nicht mehr online verfügbar); abgerufen am 22. Februar 2016 (englisch). (Seite nicht mehr abrufbar. Suche in Webarchiven)  Info: Der Link wurde automatisch als defekt markiert. Bitte prüfe den Link gemäß Anleitung und entferne dann diesen Hinweis.
14. ↑  Tropical Disturbance Advisory Number A11. Fiji Meteorological Service, 12. Februar 2016, ehemals im Original (nicht mehr online verfügbar); abgerufen am 22. Februar 2016 (englisch). (Seite nicht mehr abrufbar. Suche in Webarchiven)  Info: Der Link wurde automatisch als defekt markiert. Bitte prüfe den Link gemäß Anleitung und entferne dann diesen Hinweis.
15. 1 2  [Tropical Cyclone 11P (Winston) Rolling Best Track]. (TXT) In: Joint Typhoon Warning Center. United States Naval Research Laboratory, Marine Meteorology, 20. Februar 2016, archiviert vom Original am 26. Dezember 2016; abgerufen am 22. Februar 2016 (englisch).  Info: Der Archivlink wurde automatisch eingesetzt und noch nicht geprüft. Bitte prüfe Original- und Archivlink gemäß Anleitung und entferne dann diesen Hinweis.
16. ↑  Tropical Cyclone 11P (Winston) Warning NR 007. Joint Typhoon Warning Center, 13. Februar 2016, ehemals im Original (nicht mehr online verfügbar); abgerufen am 22. Februar 2016 (englisch). (Seite nicht mehr abrufbar. Suche in Webarchiven)  Info: Der Link wurde automatisch als defekt markiert. Bitte prüfe den Link gemäß Anleitung und entferne dann diesen Hinweis.
17. ↑  Tropical Cyclone 11P (Winston) Warning NR 008. Joint Typhoon Warning Center, 14. Februar 2016, ehemals im Original (nicht mehr online verfügbar); abgerufen am 22. Februar 2016 (englisch). (Seite nicht mehr abrufbar. Suche in Webarchiven)  Info: Der Link wurde automatisch als defekt markiert. Bitte prüfe den Link gemäß Anleitung und entferne dann diesen Hinweis.
18. ↑  Tropical Disturbance Advisory Number A19. Fiji Meteorological Service, 15. Februar 2016, ehemals im Original (nicht mehr online verfügbar); abgerufen am 22. Februar 2016 (englisch). (Seite nicht mehr abrufbar. Suche in Webarchiven)  Info: Der Link wurde automatisch als defekt markiert. Bitte prüfe den Link gemäß Anleitung und entferne dann diesen Hinweis.
19. ↑  Tropical Cyclone 11P (Winston) Warning NR 013. Joint Typhoon Warning Center, 16. Februar 2016, ehemals im Original (nicht mehr online verfügbar); abgerufen am 22. Februar 2016 (englisch). (Seite nicht mehr abrufbar. Suche in Webarchiven)  Info: Der Link wurde automatisch als defekt markiert. Bitte prüfe den Link gemäß Anleitung und entferne dann diesen Hinweis.
20. ↑  Tropical Cyclone 11P (Winston) Warning NR 014. Joint Typhoon Warning Center, 16. Februar 2016, ehemals im Original (nicht mehr online verfügbar); abgerufen am 22. Februar 2016 (englisch). (Seite nicht mehr abrufbar. Suche in Webarchiven)  Info: Der Link wurde automatisch als defekt markiert. Bitte prüfe den Link gemäß Anleitung und entferne dann diesen Hinweis.
21. ↑  Tropical Disturbance Advisory Number A26. Fiji Meteorological Service, 16. Februar 2016, ehemals im Original (nicht mehr online verfügbar); abgerufen am 22. Februar 2016 (englisch). (Seite nicht mehr abrufbar. Suche in Webarchiven)  Info: Der Link wurde automatisch als defekt markiert. Bitte prüfe den Link gemäß Anleitung und entferne dann diesen Hinweis.
22. ↑  Tropical Cyclone 11P (Winston) Warning NR 016 (Seite nicht mehr abrufbar, festgestellt im Mai 2023. Suche in Webarchiven)  Info: Der Link wurde automatisch als defekt markiert. Bitte prüfe den Link gemäß Anleitung und entferne dann diesen Hinweis. (Report).
23. ↑  Tropical Cyclone 11P (Winston) Warning NR 017 (Seite nicht mehr abrufbar, festgestellt im Mai 2023. Suche in Webarchiven)  Info: Der Link wurde automatisch als defekt markiert. Bitte prüfe den Link gemäß Anleitung und entferne dann diesen Hinweis. (Report).
24. ↑  Tropical Cyclone 11P (Winston) Warning NR 018 (Seite nicht mehr abrufbar, festgestellt im Mai 2023. Suche in Webarchiven)  Info: Der Link wurde automatisch als defekt markiert. Bitte prüfe den Link gemäß Anleitung und entferne dann diesen Hinweis. (Report).
25. ↑  Tropical Disturbance Advisory Number A30 (Seite nicht mehr abrufbar, festgestellt im Mai 2023. Suche in Webarchiven)  Info: Der Link wurde automatisch als defekt markiert. Bitte prüfe den Link gemäß Anleitung und entferne dann diesen Hinweis. (Advisory).
26. ↑  Tropical Cyclone 11P (Winston) Warning NR 020 (Seite nicht mehr abrufbar, festgestellt im Mai 2023. Suche in Webarchiven)  Info: Der Link wurde automatisch als defekt markiert. Bitte prüfe den Link gemäß Anleitung und entferne dann diesen Hinweis. (Report).
27. ↑  Tropical Cyclone 11P (Winston) Warning NR 021 (Seite nicht mehr abrufbar, festgestellt im Mai 2023. Suche in Webarchiven)  Info: Der Link wurde automatisch als defekt markiert. Bitte prüfe den Link gemäß Anleitung und entferne dann diesen Hinweis. (Report).
28. ↑  Tropical Cyclone 11P (Winston) Warning NR 022 (Seite nicht mehr abrufbar, festgestellt im Mai 2023. Suche in Webarchiven)  Info: Der Link wurde automatisch als defekt markiert. Bitte prüfe den Link gemäß Anleitung und entferne dann diesen Hinweis. (Report).
29. ↑  Tropical Cyclone 11P (Winston) Warning NR 022 (Seite nicht mehr abrufbar, festgestellt im Mai 2023. Suche in Webarchiven)  Info: Der Link wurde automatisch als defekt markiert. Bitte prüfe den Link gemäß Anleitung und entferne dann diesen Hinweis. (Report).
30. 1 2 3  Jeff Masters and Bob Henson: Fiji Pounded by its First Category 5 Storm on Record: Tropical Cyclone Winston. Weather Underground, 19. Februar 2016, abgerufen am 22. Februar 2016.
31. ↑  Tropical Cyclone 11P (Winston) Warning NR 024 (Seite nicht mehr abrufbar, festgestellt im Mai 2023. Suche in Webarchiven)  Info: Der Link wurde automatisch als defekt markiert. Bitte prüfe den Link gemäß Anleitung und entferne dann diesen Hinweis. (Report).
32. ↑  Tropical Disturbance Advisory Number A37 (Seite nicht mehr abrufbar, festgestellt im Mai 2023. Suche in Webarchiven)  Info: Der Link wurde automatisch als defekt markiert. Bitte prüfe den Link gemäß Anleitung und entferne dann diesen Hinweis. (Advisory).
33. ↑  Tropical Cyclone 11P (Winston) Warning NR 027 (Seite nicht mehr abrufbar, festgestellt im Mai 2023. Suche in Webarchiven)  Info: Der Link wurde automatisch als defekt markiert. Bitte prüfe den Link gemäß Anleitung und entferne dann diesen Hinweis. (Report).
34. 1 2 3 4 5 6  Winston leaves trail of destruction. Radio New Zealand, 20. Februar 2016, abgerufen am 22. Februar 2016 (englisch).
35. ↑  Tropical Disturbance Advisory Number A42 (Seite nicht mehr abrufbar, festgestellt im Mai 2023. Suche in Webarchiven)  Info: Der Link wurde automatisch als defekt markiert. Bitte prüfe den Link gemäß Anleitung und entferne dann diesen Hinweis. (Advisory).
36. ↑  Jon Erdman: Tropical Cyclone Winston Makes Category 5 Landfall; Strongest on Record in Fiji. The Weather Channel, 20. Februar 2016, abgerufen am 22. Februar 2016 (englisch).
37. ↑  Losalini Bolatagici:  Winston the strongest, first Category 5 cyclone to hit Fiji (Memento des Originals vom 22. Februar 2016 im Internet Archive) In: Fiji Times, 20. Februar 2016. Abgerufen am 22. Februar 2016 (englisch).  Info: Der Archivlink wurde automatisch eingesetzt und noch nicht geprüft. Bitte prüfe Original- und Archivlink gemäß Anleitung und entferne dann diesen Hinweis.
38. ↑  Special Weather Bulletin Number One for Fiji On Severe Tropical Cyclone Winston (Seite nicht mehr abrufbar, festgestellt im Mai 2023. Suche in Webarchiven)  Info: Der Link wurde automatisch als defekt markiert. Bitte prüfe den Link gemäß Anleitung und entferne dann diesen Hinweis. (Report).
39. ↑  Special Weather Bulletin Number Seven for Fiji On Severe Tropical Cyclone Winston (Seite nicht mehr abrufbar, festgestellt im Mai 2023. Suche in Webarchiven)  Info: Der Link wurde automatisch als defekt markiert. Bitte prüfe den Link gemäß Anleitung und entferne dann diesen Hinweis. (Report).
40. ↑  Special Weather Bulletin Number Fifteen for Fiji On Severe Tropical Cyclone Winston (Seite nicht mehr abrufbar, festgestellt im Mai 2023. Suche in Webarchiven)  Info: Der Link wurde automatisch als defekt markiert. Bitte prüfe den Link gemäß Anleitung und entferne dann diesen Hinweis. (Report).
41. ↑  Special Weather Bulletin Number Sixteen for Fiji On Severe Tropical Cyclone Winston (Seite nicht mehr abrufbar, festgestellt im Mai 2023. Suche in Webarchiven)  Info: Der Link wurde automatisch als defekt markiert. Bitte prüfe den Link gemäß Anleitung und entferne dann diesen Hinweis. (Report).
42. ↑  Special Weather Bulletin Number Twenty-Four for Fiji On Severe Tropical Cyclone Winston (Seite nicht mehr abrufbar, festgestellt im Mai 2023. Suche in Webarchiven)  Info: Der Link wurde automatisch als defekt markiert. Bitte prüfe den Link gemäß Anleitung und entferne dann diesen Hinweis. (Report).
43. ↑  Savaira Tabua: Evacuation centres activated in upper Lau group. Fiji Broadcasting Corporation, 19. Februar 2016, archiviert vom Original am 20. Februar 2016; abgerufen am 22. Februar 2016 (englisch).  Info: Der Archivlink wurde automatisch eingesetzt und noch nicht geprüft. Bitte prüfe Original- und Archivlink gemäß Anleitung und entferne dann diesen Hinweis.
44. ↑  Akosita Talei: RFMF on standby for TC Winston. Fiji Broadcasting Corporation, 19. Februar 2016, archiviert vom Original am 20. Februar 2016; abgerufen am 22. Februar 2016 (englisch).  Info: Der Archivlink wurde automatisch eingesetzt und noch nicht geprüft. Bitte prüfe Original- und Archivlink gemäß Anleitung und entferne dann diesen Hinweis.
45. ↑  Nasik Swami:  Fiji declares State of Natural Disaster (Memento des Originals vom 22. Februar 2016 im Internet Archive) In: Fiji Times, 20. Februar 2016. Abgerufen am 22. Februar 2016 (englisch).  Info: Der Archivlink wurde automatisch eingesetzt und noch nicht geprüft. Bitte prüfe Original- und Archivlink gemäß Anleitung und entferne dann diesen Hinweis.
46. ↑  Indra Singh:  Nationwide Curfew as TC Winston batters Fiji group (Memento des Originals vom 22. Februar 2016 im Internet Archive) In: Fiji Times, 20. Februar 2016. Abgerufen am 22. Februar 2016 (englisch).  Info: Der Archivlink wurde automatisch eingesetzt und noch nicht geprüft. Bitte prüfe Original- und Archivlink gemäß Anleitung und entferne dann diesen Hinweis.
47. ↑  Nadia Khomami:  Cyclone Winston: Fiji counts deaths and damage from giant storm In: The Guardian, 21. Februar 2016. Abgerufen am 22. Februar 2016 (englisch).
48. ↑  Elenoa Turagaiviu: Restoration of essential services is a priority. Fiji Broadcast Corporation, 21. Februar 2016, archiviert vom Original am 28. Juli 2018; abgerufen am 22. Februar 2016 (englisch).  Info: Der Archivlink wurde automatisch eingesetzt und noch nicht geprüft. Bitte prüfe Original- und Archivlink gemäß Anleitung und entferne dann diesen Hinweis.
49. ↑  Luke Rawalai:  TC Winston: Telecommunications to Taveuni cut (Memento des Originals vom 22. Februar 2016 im Internet Archive) In: Fiji Times, 20. Februar 2016. Abgerufen am 22. Februar 2016 (englisch).  Info: Der Archivlink wurde automatisch eingesetzt und noch nicht geprüft. Bitte prüfe Original- und Archivlink gemäß Anleitung und entferne dann diesen Hinweis.
50. ↑  Aliki Bia: No links to some islands in Lau Group. Fiji Broadcasting Corporation, 20. Februar 2016, archiviert vom Original am 21. Februar 2016; abgerufen am 22. Februar 2016 (englisch).  Info: Der Archivlink wurde automatisch eingesetzt und noch nicht geprüft. Bitte prüfe Original- und Archivlink gemäß Anleitung und entferne dann diesen Hinweis.
51. ↑  Tokasa Rainima: Matuku prepares for bad weather. Fiji Broadcasting Corporation, 20. Februar 2016, archiviert vom Original am 21. Februar 2016; abgerufen am 22. Februar 2016 (englisch).  Info: Der Archivlink wurde automatisch eingesetzt und noch nicht geprüft. Bitte prüfe Original- und Archivlink gemäß Anleitung und entferne dann diesen Hinweis.
52. ↑  Maciu Bolaitamana: West claim 10 lives. Fiji Broadcast Corporation, 21. Februar 2016, abgerufen am 22. Februar 2016 (englisch).
53. ↑  UN Office for the Coordination of Human Affairs (21. Februar 2016).
54. ↑  Savaira Tabua: Teachers quarters blown away. Fiji Broadcasting Corporation, 20. Februar 2016, archiviert vom Original am 21. Februar 2016; abgerufen am 22. Februar 2016 (englisch).  Info: Der Archivlink wurde automatisch eingesetzt und noch nicht geprüft. Bitte prüfe Original- und Archivlink gemäß Anleitung und entferne dann diesen Hinweis.
55. ↑  Talebula Kate:  All houses destroyed in island village (Memento des Originals vom 22. Februar 2016 im Internet Archive) In: Fiji Times, 21. Februar 2016. Abgerufen am 22. Februar 2016 (englisch).  Info: Der Archivlink wurde automatisch eingesetzt und noch nicht geprüft. Bitte prüfe Original- und Archivlink gemäß Anleitung und entferne dann diesen Hinweis.
56. ↑  Farzana Nisha: Death of an elderly man confirmed. Fiji Broadcasting Corporation, 20. Februar 2016, archiviert vom Original am 3. Februar 2019; abgerufen am 22. Februar 2016 (englisch).  Info: Der Archivlink wurde automatisch eingesetzt und noch nicht geprüft. Bitte prüfe Original- und Archivlink gemäß Anleitung und entferne dann diesen Hinweis.
57. ↑  Tokasa Rainima: 12 villagers injured in Nabuna, Koro. Fiji Broadcast Corporation, 21. Februar 2016, archiviert vom Original am 22. Februar 2016; abgerufen am 22. Februar 2016 (englisch).  Info: Der Archivlink wurde automatisch eingesetzt und noch nicht geprüft. Bitte prüfe Original- und Archivlink gemäß Anleitung und entferne dann diesen Hinweis.
58. ↑  Ellen Stolz: Ovalau experiencing destructive winds. Fiji Broadcasting Corporation, 20. Februar 2016, archiviert vom Original am 21. Februar 2016; abgerufen am 22. Februar 2016 (englisch).  Info: Der Archivlink wurde automatisch eingesetzt und noch nicht geprüft. Bitte prüfe Original- und Archivlink gemäß Anleitung und entferne dann diesen Hinweis.
59. ↑  Nasik Swami:  Two houses blown away in Nausori (Memento des Originals vom 22. Februar 2016 im Internet Archive) In: Fiji Times, 20. Februar 2016. Abgerufen am 22. Februar 2016 (englisch).  Info: Der Archivlink wurde automatisch eingesetzt und noch nicht geprüft. Bitte prüfe Original- und Archivlink gemäß Anleitung und entferne dann diesen Hinweis.
60. ↑  Fiji: Severe Tropical Cyclone Winston. Situation Report No. 8 (as of 28 February 2016). OCHA, abgerufen am 8. März 2016 (englisch).
61. ↑   Despite some damage, Tonga escapes the worst of Winston (Memento des Originals vom 22. Februar 2016 im Internet Archive) In: Fiji Times, 20. Februar 2016. Abgerufen am 22. Februar 2016 (englisch).  Info: Der Archivlink wurde automatisch eingesetzt und noch nicht geprüft. Bitte prüfe Original- und Archivlink gemäß Anleitung und entferne dann diesen Hinweis.
62. ↑  webcitation.org (Seite nicht mehr abrufbar, festgestellt im Mai 2023. Suche in Webarchiven)  Info: Der Link wurde automatisch als defekt markiert. Bitte prüfe den Link gemäß Anleitung und entferne dann diesen Hinweis.
63. ↑  Ritika Pratap: Schools to go on one week break. Fiji Broadcast Corporation, 21. Februar 2016, archiviert vom Original am 21. Februar 2016; abgerufen am 22. Februar 2016 (englisch).  Info: Der Archivlink wurde automatisch eingesetzt und noch nicht geprüft. Bitte prüfe Original- und Archivlink gemäß Anleitung und entferne dann diesen Hinweis.
64. ↑  Elenoa Turagaiviu: Two people arrested in Labasa. Fiji Broadcast Corporation, 21. Februar 2016, archiviert vom Original am 22. Februar 2016; abgerufen am 22. Februar 2016 (englisch).  Info: Der Archivlink wurde automatisch eingesetzt und noch nicht geprüft. Bitte prüfe Original- und Archivlink gemäß Anleitung und entferne dann diesen Hinweis.
65. ↑  Murray McCully: NZ sends Orion and releases aid to Fiji. In: beehive.govt.nz. Government of New Zealand, 22. Februar 2016, abgerufen am 21. Februar 2016 (englisch).
66. ↑  5 Things to Know About Tropical Cyclone Winston. In: The Weather Channel. Abgerufen am 20. Februar 2016 (englisch).
67. ↑  Tropical Cyclone Winston. Government of Australia, 20. Februar 2016, ehemals im Original (nicht mehr online verfügbar); abgerufen am 22. Februar 2016 (englisch). (Seite nicht mehr abrufbar. Suche in Webarchiven)  Info: Der Link wurde automatisch als defekt markiert. Bitte prüfe den Link gemäß Anleitung und entferne dann diesen Hinweis.